# Parafia Najświętszej Maryi Panny Królowej Polski we Włodzimierzowie
Parafia Najświętszej Maryi Panny Królowej Polski we Włodzimierzowie – rzymskokatolicka parafia położona w dekanacie sulejowskim archidiecezji łódzkiej.
Parafię erygował biskup Józef Rozwadowski w 1983. Kościół powstał w latach 1984–1986 według projektu architekta Mirosława Rybaka. Poświęcony został 30 listopada 1986 przez biskupa Władysława Ziółka, konsekrowany 29 czerwca 2002 również przez arcybiskupa Ziółka.
W parafii wikariuszami byli księża Grzegorz Leszczyński i Krzysztof Nykiel.
Parafia w latach 2015–2020 wchodziła w skład dekanatu wolborskiego; na mocy dekretu arcybiskupa metropolity łódzkiego Grzegorza Rysia z dnia 1 września 2020 roku przywrócono (wcześniej zlikwidowany przez ówczesnego metropolitę łódzkiego – arcybiskupa Marka Jędraszewskiego) dekanat sulejowski.

## Proboszczowie parafii
- 1983–1994 – ks. Marcin Sokołowski
- 1994–2002 – ks. Franciszek Semik
- 2002–2004 – ks. Jerzy Grodzki
- 2004–2016 – ks. Konrad Woźniak (od 2016 do swojej śmierci w 2021 r. – ks. senior)
- od 2016 – ks. Zbigniew Dawidowicz